# 兵家孙膑
《兵家孙膑》，是1994年中国中央电视台、山东电视台拍攝製作的古装电视剧，共13集。本剧取材战国时期齐国军事家孙膑的故事。张裕民、李兴权导演，王志刚、白俊杰、董晓霞、吴珏瑾主演。随后2000年的电视剧《孙子兵法与三十六计》，是基于同一题材的创作。

## 演员表
- 王志刚 饰 孙膑
- 白俊杰 饰 赵匡义
- 董晓霞 饰 孟云儿
- 吴珏瑾 饰 园园
- 高如平 饰 淳于髡
- 陈鸣皋 饰 魏惠王
- 王明亮 饰 齐威王
- 林悦章 饰 陈勇飞
- 裴永宽 饰 鬼谷子
- 曹庆华 饰 田忌
- 刘德勤 饰 陈妈
- 曲安国 饰 徐甲
- 李敏 饰 秀娟
- 陆玲 饰 齐爱妃
- 王北龙 饰 赵洪
- 徐文彬 饰 邹忌
- 李华 饰 边将
- 冷冬 饰 太子申
- 李杰 饰 那小子